# Теодора Шотова
Теодора Шотова е българска обществена деятелка и дарителка от Македония.

## Биография
Родена е в 1858 година в костурското село Клисура, тогава в Османската империя. Преселва се в България, където се установява да живее във Варна. Теодора Шотова и съпругът ѝ Илия развиват широка благотворителна дейност. Теодора подпомага благотворителната дейност и като членка на варненското Женско благотворително дружество „Майка“.
Теодора Шотова умира на 14 юни 1936 година във Варна. На нейно име посмъртно е учреден благотворителен фонд. Съпругът Илия дарява 100 000 лева през март 1938 година на Девическото стопанско училище „Трудолюбие“ при благотворителното дружество „Майка“, с цел основаване на фонд на името на Теодора, а лихвите му се използват за материално подпомагане или издръжка на една бедна, но способна ученичка, по възможност от костурското село Загоричани.